# Anas erythrorhyncha

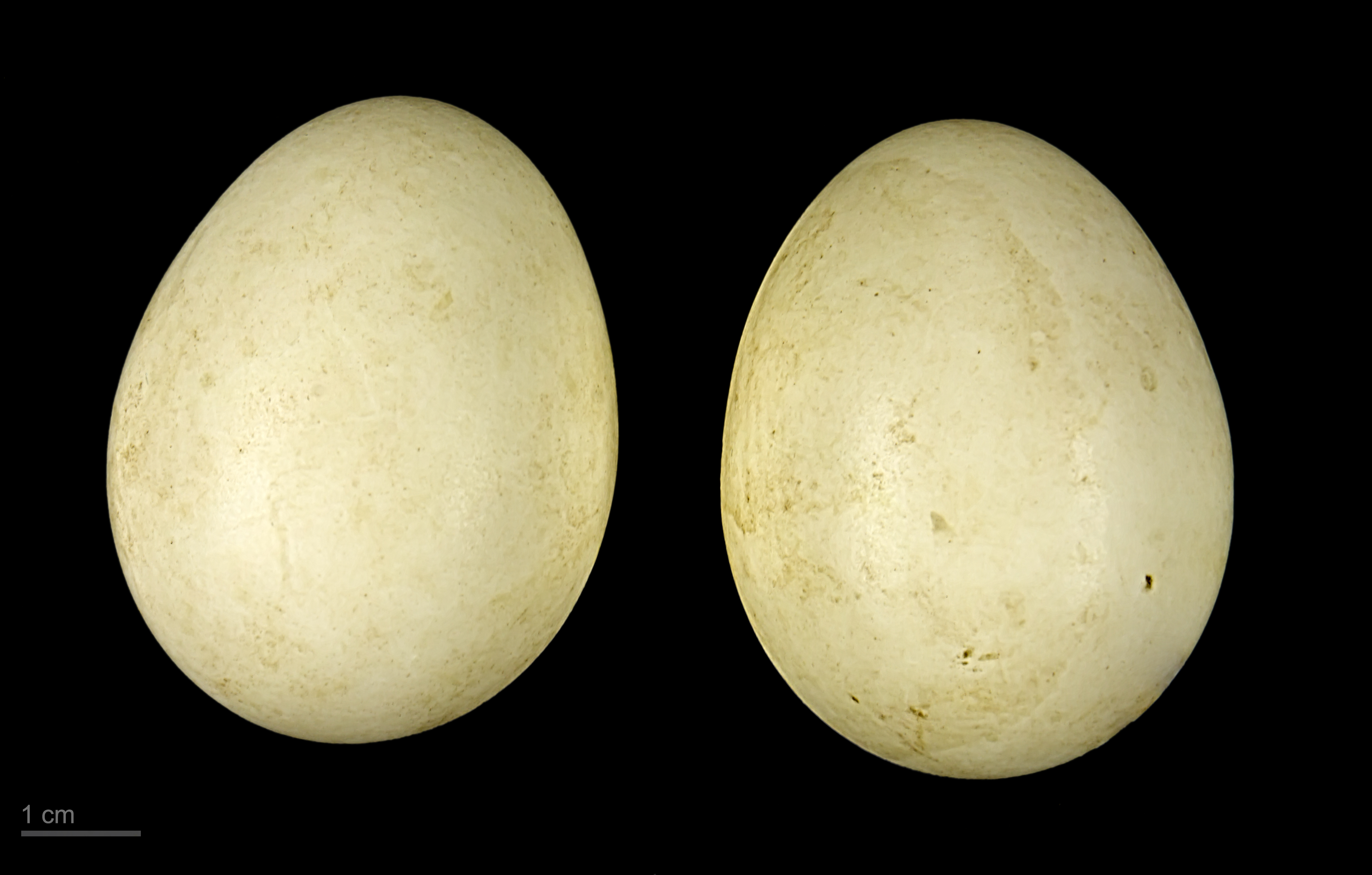
Anas erythrorhyncha - MHNT

El ánade piquirrojo (Anas erythrorhyncha) también conocido como ánade piquirrojo africano, pato pico fino o pato de pico rojo, es una especie de ave anseriforme de la familia Anatidae nativa de África. No es un pato migratorio, pero puede volar grandes distancias para encontrar acuarios adecuados. Es muy sociable fuera de la temporada de cría y forma grandes bandadas.